# Jeremy Wariner
Jeremy Mathew Wariner, né le 31 janvier 1984 à Irving au Texas, est un athlète américain, spécialiste du 400 mètres.
Inconnu du grand public en 2004 lorsqu'il remporte, à tout juste vingt ans, le titre olympique sur 400 mètres, Jeremy Wariner tente, dans les saisons suivantes, de combler le vide laissé par Michael Johnson, l'ancien maître de la discipline, en retraite depuis 2001. Le but du jeune homme est d'ailleurs de marcher sur les traces de son aîné, avec qui il partage déjà quelques points communs comme le surnom de « Nouvelle Loco de Waco ». Dès lors, Wariner commence une période de domination, qui le voit ajouter à son palmarès quatre couronnes mondiales entre 2005 et 2007.
Se séparant de son entraîneur Clyde Hart, début 2008, Wariner connaît dans les mois qui suivent plusieurs désillusions, dont la perte de son titre olympique à Pékin au profit de son compatriote LaShawn Merritt, alors qu'il est donné favori.
L'année 2009 s'annonce donc comme la seconde manche de ce duel, avec pour point culminant les championnats du monde de Berlin, où le Texan essaiera d'obtenir un troisième titre mondial consécutif sur 400 mètres, où il se verra devancé par LaShawn Merritt.
Il met un terme à sa carrière le 2 août 2017, dans un silence international.

## Jeunesse
Jeremy Wariner naît le 31 janvier 1984 à Irving. Son père, Danny est paysagiste tandis que sa mère Linda est auxiliaire juridique et assistante dans un centre de jour. Il est le plus jeune des leurs trois enfants. Wariner a passé son enfance à Arlington, au Texas.
Alors qu'il est encore jeune, un trouble du déficit de l'attention lui est diagnostiqué et l'oblige à prendre des médicaments dès l'âge de six ans. Il se passionne rapidement pour le sport en général, bien que sa famille n'en pratique pas. Dès l'école primaire, il souhaite devenir joueur professionnel de baseball et faire partie d'une équipe de Ligue majeure. Il pratique également le football américain, où il se montre déjà presque plus rapide que les autres sur le terrain.

## Carrière amateure

### Débuts au lycée Lamar (1999-2002)
Sa passion pour le baseball l'accompagne jusqu'à son entrée au lycée Lamar d'Arlington, où il s'essaye au basket-ball et au football américain, discipline dans laquelle il évolue au poste de defensive back et de wide receiver (receveur écarté). Cependant, c'est un hasard qui amène le jeune homme à commencer l'athlétisme. En effet l'entraîneur d'athlétisme du lycée Lamar, Mike Nelson, est également l'entraîneur adjoint de l'équipe de football américain. Un jour de mai, au cours d'exercices, Nelson remarque la pointe de vitesse de Wariner alors élève en première année. Il tente alors de convaincre le jeune homme de venir courir, mais ce dernier refuse, prétextant jouer au baseball. L'année suivante, le père de Wariner encourage son fils à accepter l'offre de Nelson, puisqu'il a passé la plus grande partie de la saison de baseball sur le banc. Quelques jours après la fin de la saison de basket-ball, et sans aucune séance d'entraînement spécifique, Wariner court son premier 400 m lors d'une compétition pour l'équipe junior. Bouclant le tour de piste en 50 s 2, il bat le record de deuxième année qui est alors de 50 s 7. Une semaine plus tard, titularisé dans l'équipe d'athlétisme du lycée, il améliore son record d'une seconde et demie et le porte à 48 s 8. En le voyant courir, Nelson est étonné à la fois par la fluidité de son mouvement mais aussi par sa capacité respiratoire. Ayant déjà entraîné plusieurs coureurs de 400 m, il affirme qu'il faut au moins une demi-heure pour récupérer d'un tel effort physique. Mais ce n'est pas le cas de Wariner. Revenant sur cette période de sa vie, le Texan déclare à Dick Patrick, journaliste à USA Today : « J'aime courir depuis que j'ai commencé. C'est une grande détente [pour moi] ».
En août 2000, l'Américain participe à sa première grande compétition nationale à Orlando en Floride lors des National Junior Olympics, une rencontre amateur organisée par l'AAU. Il termine troisième de l'épreuve individuelle sur 400 m en 48 s 59 juste derrière Ashton Collins et Reggie Witherspoon. Avec ses camarades du Heavenly Track Club, il prend également la deuxième place des relais 4 × 100 m et 4 × 400 m.
L'année suivante, Wariner progresse encore et s'essaie sur 200 m. Il remporte dès avril les championnats du district sur 200 m et 400 m, où il en profite d'ailleurs pour améliorer son record personnel sur 400 m avec un temps de 47 s 57. Quelques semaines plus tard, il réalise le même doublé aux championnats régionaux et passe sous les 47 secondes sur 400 m (46 s 87). Il se qualifie dès lors pour les championnats de l'État du Texas au niveau 5A qui ont lieu à Austin au mois de mai. Il y obtient la quatrième place sur 200 m (21 s 33) et la troisième sur 400 m (47 s 08). Un mois plus tard, il se rend au Golden West Boy's, un championnat ouvert aux juniors où il se classe troisième sur 400 m tout en améliorant une fois de plus son temps de référence (46 s 68), et cinquième sur 200 m. Il échoue néanmoins peu après aux championnats nationaux juniors, où il est éliminé dès les séries. Très précoce, il attire déjà le regard des recruteurs universitaires, notamment ceux de l'Université A&M de Floride.
En 2002, Wariner enchaîne le doublé 200 m et 400 m au niveau du district de Cedar Hill et de la région. C'est d'ailleurs au cours de cette dernière réunion que le jeune coureur abaisse ses records personnels sur les deux distances avec 20 s 41 et 45 s 57 respectivement. Quinze jours plus tard, il enlève finalement les titres du 200 m et du 400 m de l'État du Texas. Concourant au mois de juin au Golden West Boy's, il termine quatrième sur 200 m et deuxième sur 400 m, juste derrière Kelly Willie, meilleur lycéen au niveau national cette année-là avec 45 s 52. Enfin, il obtient une quatrième place toujours sur 400 m aux championnats nationaux junior de Palo Alto. En dernière année au lycée Lamar, Wariner possède déjà le deuxième meilleur temps national sur 200 m et 400 m.
Néanmoins, même s'il est devenu un très bon coureur, le Texan n'en continue pas moins de jouer au football américain. C'est d'ailleurs dans cette discipline qu'il obtient sa première bourse d'études, puisque plusieurs universités souhaitent le recruter au poste de receveur. Voulant à la fois continuer à courir et à jouer au football américain, Wariner porte son choix sur l'Université Baylor, car c'est la seule qui lui permet de pratiquer ces deux sports. Par ailleurs, l'obtention de sa bourse d'études pour le football se complique lorsqu'elle est annulée au motif que l'entraîneur veut lui donner trop d'argent,. L'autre raison qui a amené Wariner à choisir Baylor est la réputation de son entraîneur d'athlétisme, Clyde Hart, l'homme qui a conduit Michael Johnson aux sommets olympiques et mondiaux.

### Arrivée à Baylor (2003)
C'est pourtant Michael Ford, un autre entraîneur et ancien athlète de Baylor, qui le repère et lui fait intégrer les Baylor Bears, pôle athlétique de l'université. Prometteur, Wariner passe très vite entre les mains de Clyde Hart.
Lors de sa première saison à Baylor en 2003, Wariner doit faire face à quelques soucis physiques. Bien qu'ayant obtenu une deuxième place, derrière Ashton Collins, lors des Championnats de la Big 12 Conference auxquels participe son université, une blessure au niveau des muscles ischio-jambiers pendant les Championnats NCAA en salle quelques jours plus tard ne lui permet pas de défendre pleinement ses chances lors de la finale. Il doit alors se contenter d'une septième place.
À l'ouverture de la saison en plein air, il retrouve quelque peu ses moyens et établit un nouveau record personnel sur 400 m le 12 avril en 45 s 13 lors de la Classique Sun Angel à Tempe, en Arizona, en battant son camarade d'entraînement Darold Williamson. Ce temps fait de lui le meilleur junior de la saison. Il passe à nouveau sous les 46 secondes, le 3 mai, lors d'une réunion à Austin, finissant cette fois derrière Williamson. Il enchaîne ensuite avec une brillante troisième place aux Championnats de la Big 12 Conference en plein air, toujours à Austin, le 19 mai. Ayant également disputé les séries du 200 m, il renonce finalement à s'aligner sur cette distance en finale, préférant se réserver pour le 400 m. Cependant, cet élan est à nouveau arrêté par des ennuis au pied qui ne lui permettent pas d'obtenir une qualification pour les Championnats nationaux NCAA en plein air, terminant huitième de la phase régionale, le 31 mai, à Lincoln. Ayant quelque peu récupéré, il s'aligne un mois plus tard, à Palo Alto, aux Championnats des États-Unis junior, où il termine deuxième à près d'une seconde du vainqueur Ashton Collins (46 s 41 contre 45 s 54). Cette deuxième place lui permet néanmoins d'être qualifié pour les Championnats panaméricains juniors qui se déroulent à Bridgetown, à la Barbade, en juillet. Passant sans encombre les séries, il échoue à nouveau en finale contre Collins, se rapprochant tout de même de son compatriote (45 s 59 contre 45 s 64). Les États-Unis remportent également le relais 4 × 400 m, auquel Wariner participe en tant que remplaçant (3 min 02 s 88).

### Révélation au niveau mondial - Titre olympique (2004)
Toujours sous les couleurs de Baylor, Wariner entame la saison 2004 dès le mois de janvier avec les compétitions en salle. Le 24 janvier, pour sa deuxième course de l'année, il passe pour la première fois de sa carrière sous les 46 secondes sur 400 m en salle en battant Darold Williamson au meeting de Lubbock. Ce résultat lui permet d'obtenir sa qualification directe pour les championnats universitaires. Il enchaîne ensuite avec les Championnats de la Big 12 Conference en salle, où il décroche le titre, le 28 février, à Lincoln, en améliorant son record personnel : 45 s 78. C'est avec le statut de favori qu'il arrive aux Championnats universitaires en salle, qui ont lieu à Fayetteville, à la mi-mars. Confirmant sa supériorité sur 400 m, il devient, le 12 mars, champion universitaire en salle en remportant la finale en 45 s 39, meilleure performance mondiale de l'année. Il établit par ailleurs un nouveau record pour Baylor sur cette distance, battant la précédente performance de 45 s 53 appartenant à Brandon Couts, vainqueur de ce même titre en 2000, depuis 1998. Le même jour, il remporte également le titre universitaire sur 4 × 400 m avec ses camarades de Baylor, dont Williamson (3 min 03 s 96).
Un mois après ce titre, Wariner commence la saison en plein air, lors d'un meeting à Tempe. Il s'aligne sur 200 m et sur 400 m, terminant troisième du premier et enlevant le deuxième en 45 s 21 à six dixièmes de son record personnel. Une semaine plus tard, il se retrouve opposé à Williamson lors de la Michael Johnson Invitational, à Waco. Dominé par son compatriote, qui réalise ici la meilleure performance mondiale de l'année (44 s 59), Wariner réussit à passer pour la première fois de sa carrière sous les 45 secondes avec un temps de 44 s 80. Les deux hommes se qualifient dès lors pour la finale régionale des Championnats universitaires en plein air. Le travail effectué par Clyde Hart semble porter ses fruits, car il progresse alors régulièrement et de façon fulgurante. En effet, fin avril, il est avec Williamson l'un des favoris des championnats de la Big 12 Conference, qui se déroulent à Norman. Mais ayant marché dans le couloir intérieur, il est disqualifié de la course alors qu'il avait réussi un temps de 44 s 29. Williamson est donc déclaré vainqueur avec 44 s 74. Si ce temps avait été homologué, Wariner aurait décroché la deuxième meilleure performance de tous les temps pour l'école derrière les 44 s 21, réalisée par Michael Johnson à Rieti en 1990. Le même jour, les deux hommes contribuent aussi à la septième victoire consécutive de leur équipe sur le relais 4 × 400 m.
Moins d'un mois plus tard, le 29 mai, les deux hommes se retrouvent à College Station pour la finale régionale des Championnats universitaires. Wariner prend à nouveau le meilleur sur Williamson et remporte le 400 m en 44 s 50, nouveau record personnel. Le relais de l'université se qualifie également pour la finale nationale.
Le 12 juin, à Austin, Baylor aligne deux coureurs lors de la finale du 400 m : Wariner et Williamson. Cependant, seul Wariner parvient à tirer son épingle du jeu en remportant le titre universitaire en 44 s 71, reléguant Williamson à la sixième place. Une nouvelle fois, les deux hommes sont à la tête du relais 4 × 400 m, qui remporte le titre en 3 min 01 s 03.
Avec leurs résultats, Wariner et Williamson se retrouvent à la mi-juillet à Sacramento pour disputer les sélections olympiques américaines (U.S. Olympic Trials). Lors de cette compétition, les trois premiers de chaque finale sont qualifiés d'office pour les Jeux olympiques d'Athènes, qui se déroulent le mois suivant. Passant sans encombre les séries, les deux athlètes de Baylor participent à la finale remportée par Wariner, établissant ainsi un nouveau record personnel en 44 s 37. Otis Harris et Derrick Brew complètent le podium.
Le 23 août, il remporte la finale olympique du 400 m (succédant ainsi à son idole, Michael Johnson), devançant à nouveau Otis Harris (deuxième en 44 s 16) et Derrick Brew. Wariner abaisse son temps de référence à 44 s 00, barrière mythique et symbolique que seuls sept coureurs ont franchi jusqu'alors. Ce temps fait aussi de lui le nouveau recordman de l'Université Baylor, la précédente marque (44 s 21) appartenant à Johnson depuis Rieti en 1990. Il est également le plus jeune champion olympique de la discipline depuis Steve Lewis à Seoul en 1988 et le premier caucasien depuis Viktor Markin, aux Jeux olympiques de Moscou en 1980. Cette course est, par ailleurs, la plus rapide depuis la finale des Jeux de Sydney, en l'an 2000. Deux jours plus tard, il complète sa moisson grecque en conquérant l'or sur le relais 4 × 400 m en 2 min 55 s 91.
Il finit l'année classé numéro un mondial sur 400 m par le magazine Track & Field News. À 20 ans, il est passé du statut d'inconnu du grand public à celui de champion olympique, améliorant son record personnel de plus d'une seconde (1 s 13 exactement) en un an.

## Passage professionnel

### Confirmation et premier titre mondial (2005)

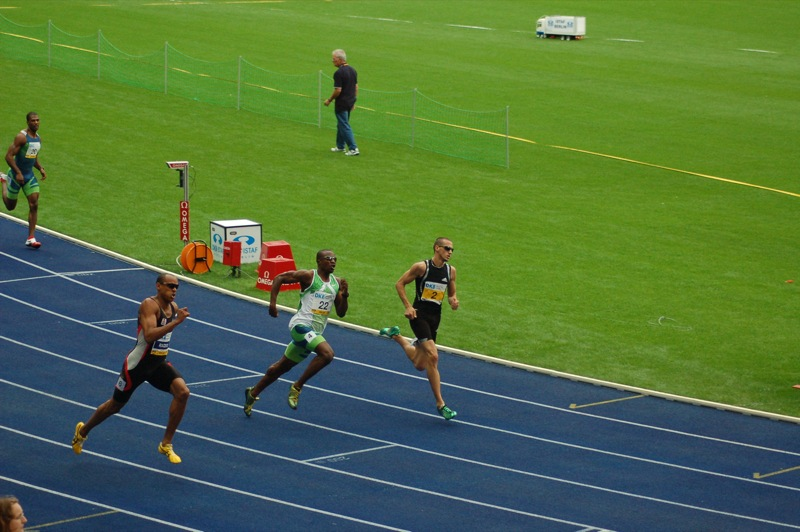
Jeremy Wariner au meeting de Berlin en 2006

En cette année 2005 et grâce à ses résultats d'Athènes, Wariner décide de passer athlète professionnel. Cependant, il ne peut plus participer aux compétitions universitaires. Il signe également un contrat d’une durée de cinq ans avec l’équipementier allemand Adidas et s’offre les services de Michael Johnson, qui devient son agent. Néanmoins, il poursuit tout de même ses études universitaires à l'Université Baylor.
Des bouleversements interviennent également côté piste où contrairement aux années précédentes, il ne participe pas aux compétitions en salle préférant se réserver pour la saison en plein air dont l’échéance des Championnats du monde d'Helsinki est la phase la plus importante.
L’Américain effectue donc sa rentrée officielle le 2 avril, sur 200 m, lors de la UTA Invitational qui se tient à Arlington. Il enchaîne ensuite avec les traditionnels relais, où se rencontrent les meilleurs compétiteurs américains. Ainsi, une semaine plus tard, il retrouve le médaillé de bronze des Jeux olympiques Derrick Brew pour participer aux Texas Relays, à Austin. Assistés de Bershawn Jackson et d’Andrew Rock, les deux hommes établissent la meilleure performance mondiale de l’année sur 4 × 400 m en 3 min 01 s 91. Fin avril, il enregistre deux défaites sur 400 m, face à Darold Williamson, la première sur ses terres de Waco, pour la Michael Johnson Invitational et la deuxième lors des Drake Relays, quelques jours plus tard. Profitant de l’absence de son partenaire d’entraînement, Wariner s’impose alors dans les courses suivantes, à Modesto Relays (en) tout d’abord, le 7 mai, en 45 s 16, puis le 22 mai à Carson en 44 s 53, lors de l’Adidas Track Classic. Juste avant les Championnats des États-Unis, Wariner effectue, le 9 juin, une ultime sortie à Ostrava, la première en Europe depuis son titre olympique, où il décroche la victoire devant le français Leslie Djhone en 45 s 58.
C’est donc rassuré qu’il aborde, à Carson, les Championnats nationaux, qualificatifs pour les prochains Championnats du monde. Après avoir passé les séries sans encombre, il se retrouve une fois de plus opposé en finale à Williamson. Ce dernier arrive en bonne condition puisqu'il vient de signer, quinze jours auparavant, la meilleure performance mondiale de l’année (44 s 27), en demi-finale des championnats NCAA. Mais, malgré cet
avantage chronométrique, Wariner défait Williamson, le 25 juin, et lui ravit le meilleur temps de l'année avec 44 s 20 contre 44 s 62 à son compatriote. Andrew Rock complète le podium. De retour en Europe, il gagne le meeting de Lausanne en 44 s 96, le 5 juillet, et montre qu'il n'est pas infaillible en perdant, le 22 juillet, face au britannique Timothy Benjamin à Londres. En effet ayant relâché son effort trop tôt, il ne l'a pas vu revenir et ce dernier l'a passé sur la ligne. Il redresse la barre quatre jours plus tard en s'imposant à Stockholm.
Aux Championnats du monde d'Helsinki, il prouve néanmoins qu'il est l'homme des grands rendez-vous et qu'il sait gérer la pression en remportant ses séries sans trop puiser dans ses réserves,. Le 12 août, il arrive donc en forme en finale et réussit à remporter son premier titre mondial sur 400 m, tout en passant pour la première fois de sa carrière sous les 44 secondes (43 s 93). Il devient alors le huitième quarter-miler à passer cette barre mythique et le septième performeur de tous les temps (derrière Steve Lewis (43 s 87) et devant Larry James (43 s 97)). Andrew Rock et Tyler Christopher finissent respectivement deuxième et troisième, tandis que Darold Williamson accroche la septième place.
Le 14, il est le dernier relayeur de l'équipe américaine qui récupère le titre mondial du 4 × 400 m. Une semaine plus tard, il confirme sa suprématie en gagnant le 400 m du meeting de Zurich en 44 s 67. Il s'aligne également début septembre à la Finale mondiale qui se tient à Monaco, mais victime d'une blessure pendant la course, il est contraint d'arrêter son effort à 15 m de la ligne, qu'il franchit en huitième et dernière position.
Il termine à nouveau l'année classé numéro un mondial sur 400 m par le magazine Track & Field News.

### Domination sans partage (2006)

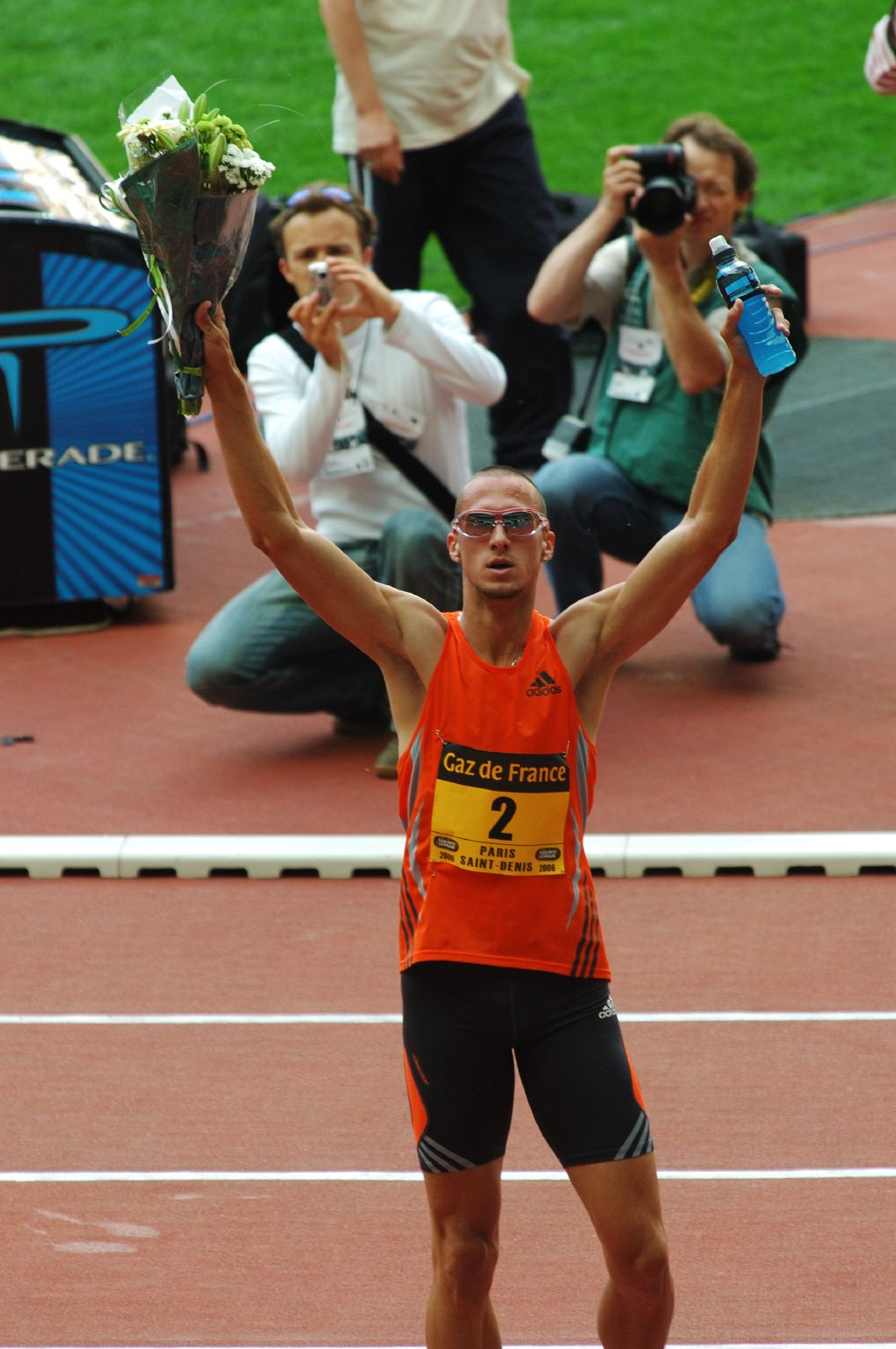
Wariner lors de sa victoire au meeting de Paris Saint-Denis en 2006

Début 2006, Wariner retrouve les compétitions en salle à l'occasion d'un relais 4 × 400 m à Fayetteville, où il est associé à Kerron Clement, Wallace Spearmon et Darold Williamson. Les quatre hommes établissent un nouveau record du monde de l'épreuve, en 3 min 01 s 96, le premier pour Wariner, mais celui-ci n'est pas homologué car il n'y a pas eu de contrôle antidopage à l'issue de la course. Le Texan renoue également avec le demi-tour de piste puisqu'il compte s'aligner aux Championnats des États-Unis sur cette distance. Ainsi à une semaine d'intervalle, il dispute et remporte deux 200 m, le premier à Waco, le 25 mars, lors de la Dr Pepper Invitational et le deuxième à Arlington, le 1er avril, dans le cadre de la UTA Invitational. Au cours de ce meeting, il établit un nouveau record personnel sur la distance en 20 s 37.
Il poursuit sa rentrée en participant notamment à de nombreux relais, parmi lesquels les Texas Relays, le 8 avril à Austin, où il termine deuxième du 4 × 400 m, en compagnie du groupe des Waco All-Stars (Sanjay Ayre, Darold Williamson et Jerry Harris) juste derrière le relais constitué d'Andrew Rock, Derrick Brew, Wallace Spearmon et Kerron Clement. Wariner effectue ensuite sa rentrée officielle sur 400 m à la Michael Johnson Invitational, le 22 avril où il établit la meilleure performance mondiale de l'année en 44 s 12. Jamais auparavant, le Texan n'a couru aussi vite, aussi tôt dans la saison. Il se rend ensuite à Des Moines, à l'occasion des Drake Relays, où il remporte le 200 m, en 20 s 67, et récidive à Modesto une semaine plus tard sur 400 m. Progressant régulièrement sur 200 m depuis quelque temps, Wariner bat son temps de référence lors de la réunion de son équipementier le 21 mai à Carson en 20 s 19, seulement devancé par Spearmon.
Avant l'échéance des championnats nationaux, Wariner se rend en Europe pour disputer le premier meeting de la Golden League, qui a lieu à Oslo. En effet, le 400 m est inscrit cette année-là au programme de la Golden League et l'athlète qui remporte les six meetings empoche le gain majeur. Lors de la course, il s'impose facilement devant le Bahaméen Chris Brown en 44 s 31. Aux Championnats des États-Unis, fin juin à Indianapolis, Wariner réussit à se qualifier pour la finale où il retrouve son tombeur de Carson, Wallace Spearmon. Malgré tous ses efforts, il ne termine que cinquième en 20 s 24 d'une course remportée par ce dernier.
Le 8 juillet 2006, il améliore une première fois son record personnel sur 400 m en remportant le deuxième meeting de la Golden League à Paris Saint-Denis en 43 s 91, laissant le deuxième de la course, le vice-champion du monde Andrew Rock à plus d'une seconde. Une semaine plus tard, le 14 juillet, Wariner récidive et devient le quatrième meilleur performeur de l'histoire du 400 m en réalisant, au Golden Gala de Rome, un temps de 43 s 62. Ce temps le rapproche un peu plus du record du monde. Bien que peu communicatif sur la piste, que ce soit envers ses adversaires ou avec les journalistes, Wariner s'humanise hors des caméras. Ainsi, après cette performance, il est pris de convulsions et de vomissements tant l'effort physique fut intense et violent. Cette attitude n'est pas sans rappeler celle de Marie-José Pérec, victime elle aussi de ce genre de maux pendant des grandes compétitions. Dans la foulée, il réalise de bonnes performances lors des meetings de Stockholm (44 s 02) et Londres (43 s 99). Après une interruption d'un mois, l'Américain enlève les trois derniers meetings de la Golden League, à Zurich, Bruxelles et Berlin dans des temps relativement similaires, et respectivement de 44 s 20, 44 s 29 et 44 s 26. Il peut donc prétendre au gain majeur et doit pour cela participer à la Finale Mondiale à Stuttgart, le 9 septembre. Remportant celle-ci en 44 s 02 devant Gary Kikaya (44 s 10,) et LaShawn Merritt (44 s 14), Wariner partage la somme de 1 million de dollars avec d'autres sportifs dont Sanya Richards et Asafa Powell. Quelques jours plus tard, Wariner enregistre sa seule défaite de la saison sur abandon au meeting de Shanghaï.
À la suite de cette brillante saison, il reçoit le Jesse Owens Award, tout comme Sanya Richards, elle aussi entraînée par Clyde Hart. Il est également classé numéro un sur 400 m par le magazine Track & Field News. À 23 ans, le jeune homme se rapproche à grands pas du record du monde de l'ancien maître de la discipline (43 s 18), Michael Johnson, qui est devenu son agent en avril 2006. Il veut, par ailleurs, faire mieux que ce dernier et devenir le premier homme sous les 43 secondes.

### Deuxième titre mondial (2007)

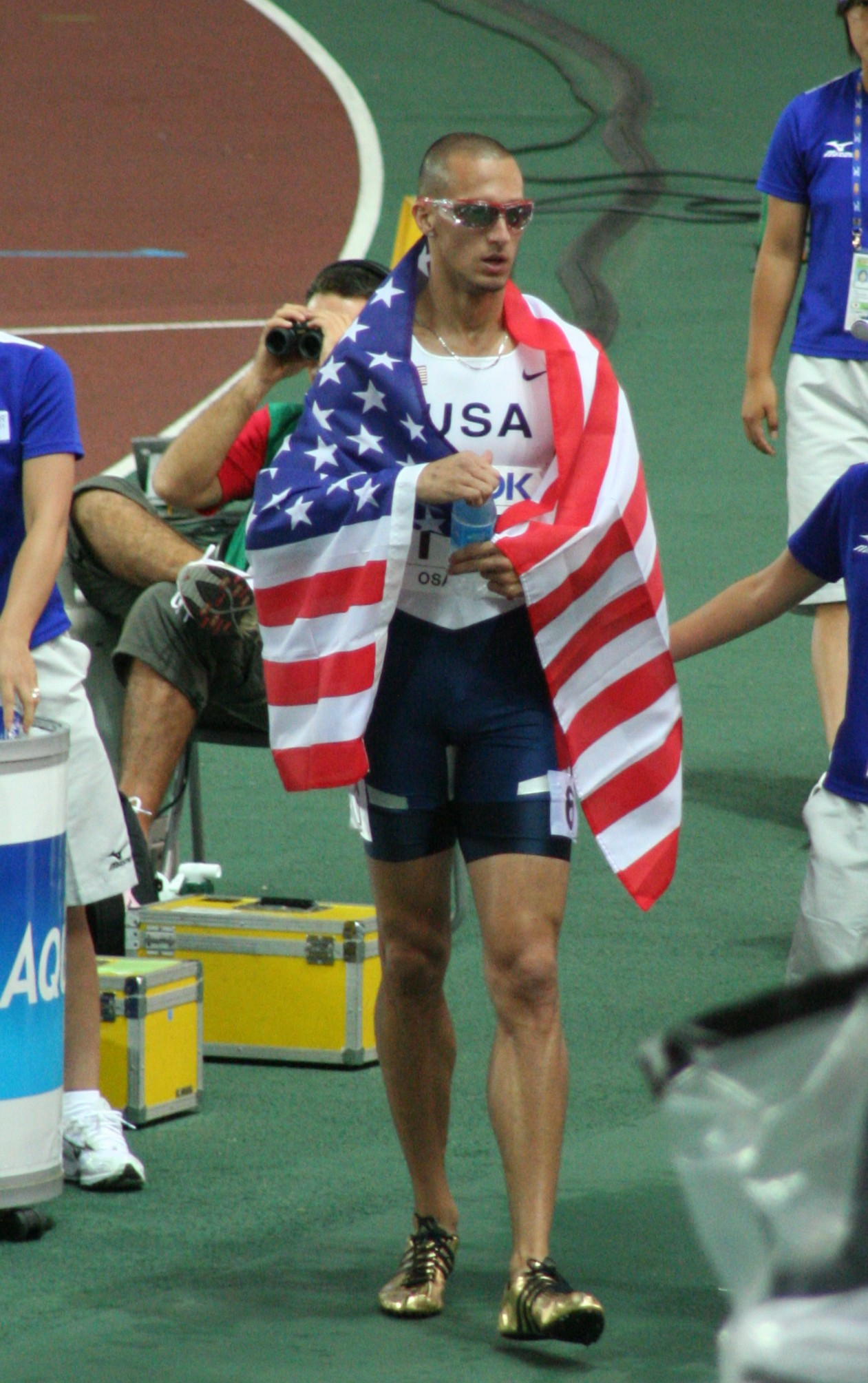
Jeremy Wariner après sa victoire sur 400 m lors des Mondiaux d'Osaka en 2007.

Wariner commence cette saison 2007, fin mars, en disputant à Houston un relais 4 × 400 m en compagnie de Sanjay Ayre, Darold Williamson et Angelo Taylor, champion olympique du 400 m haies en 2000. Il enchaîne quelques jours plus tard avec un 200 m à Arlington à l'occasion de la UTA Invitational. Un mois plus tard, à Waco, il double 200 m et 400 m à la Michael Johnson Invitational et remporte les deux épreuves, respectivement en 20 s 81 et en 44 s 66,. Quelques jours plus tard, le 26 avril, il connaît sa première défaite de la saison sur 200 m lors des Drake Relays, bien qu'il améliore son meilleur temps de l'année en 20 s 57. Mais, c'est lors du meeting d'Osaka, le 5 mai, que Wariner, bien que n'étant pas au maximum de ses capacités, surclasse ses adversaires en établissant la meilleure performance mondiale de l'année en 44 s 02. Il déclare à la fin de la course que « c'est la piste ultra-rapide d'Osaka, où auront lieu les prochains Championnats du monde, qui lui a permis d'établir cette performance ». À la fin du mois de mai, il confirme en remportant deux 400 m tout d'abord à Carson à l'occasion de l’Adidas Track Classic puis à Hengelo.
Durant les semaines suivantes, Wariner axe sa préparation en courant plusieurs 200 m, notamment à Eugene le 10 juin, puis aux Championnats des États-Unis, à Indianapolis où il établit, le 24 juin, une performance de 20 s 35, en prenant la quatrième place de la finale remportée par le futur champion du monde Tyson Gay en 19 s 62. Il assiste également au duel que se livrent Angelo Taylor et LaShawn Merritt sur 400 m, qui témoigne d'une concurrence accrue sur cette épreuve aux prochains Championnats du monde. À la suite de ces championnats, il court encore sur 200 m au meeting de Lausanne avant de revenir sur 400 m à Sheffield le 10 juillet. Cette dernière rencontre est d'ailleurs très attendue par les observateurs, puisqu'elle doit opposer Wariner au champion paralympique Oscar Pistorius. Cependant le duel tourne court puisque Wariner dérape sur ses premiers appuis à cause de l'humidité présente sur la piste et décide d'abandonner.
Quelques jours plus tard, il est de retour au meeting à Londres à nouveau sur 400 m où il est opposé pour la première fois de la saison à celui qui émerge comme un sérieux rival cette saison LaShawn Merritt. Accroché par Merritt jusqu'aux 350 m, Wariner remporte tout de même la course en approchant son meilleur temps de la saison (44 s 05) tandis que Merritt est deuxième en 44 s 23. Pour se rassurer, il s'aligne tout de même, le 7 août 2007, au DN Galan de Stockholm. Dominant cette fois la course, le Texan améliore son record personnel, le portant à 43 s 50 et devient par la même occasion le troisième meilleur performeur mondial de tous les temps, égalant l'Américain Quincy Watts (43 s 50 aux Jeux olympiques de Barcelone en 1992). À l'issue de ce meeting, il déclare : « Si je cours au Japon de la même façon que j'ai couru ici, je vous garantis 43 s 30, juste à cause de la piste ».
Aux Championnats du monde d'Osaka, il est donc le grand favori et prouve dès les demi-finales qu'il est en grande forme en remportant sa course en 44 s 34 ayant totalement coupé son effort au moment de couper la ligne. Deux jours plus tard, le 30 août, il bat son record personnel (43 s 45), en devenant une nouvelle fois champion du monde et se rapproche à seulement 27 centièmes du record du monde de son manager Michael Johnson. Ce chrono le place désormais seul troisième performeur de tous les temps derrière Michael Johnson et Harry Butch Reynolds. LaShawn Merritt (43 s 96) et Angelo Taylor (44 s 32) complètent ce podium dominé par les États-Unis. Ayant effectué cette course au couloir 6, jugé généralement peu favorable, il déclare à ce sujet après coup : « Un couloir est un couloir, cela ne m'a pas gêné ». Deux jours plus tard, avec le relais américain composé de Merritt, Taylor et Darold Williamson, il remporte l'or du relais 4 × 400 m en 2 min 55 s 56, en courant le deuxième relais le plus rapide de l'histoire en 43 s 08 (le plus rapide étant détenu par Michael Johnson depuis les Championnats du monde d'athlétisme 1993 à Stuttgart en 42 s 94).
Après une coupure de quinze jours, Wariner effectue son retour à la compétition le 16 septembre en remportant, tout d'abord, le dernier meeting de la Golden League à Berlin en 44 s 05, puis le 19 septembre, le meeting de Varsovie par un froid glacial en 44 s 43. Enfin, Wariner clôture sa saison en gagnant le Grand Prix de Shanghaï en 44 s 02, là-même où il avait dû abandonner en 2006 sur blessure. Il reste numéro un mondial sur 400 m, d'après le magazine Track & Field News.

### Perte du titre olympique (2008)

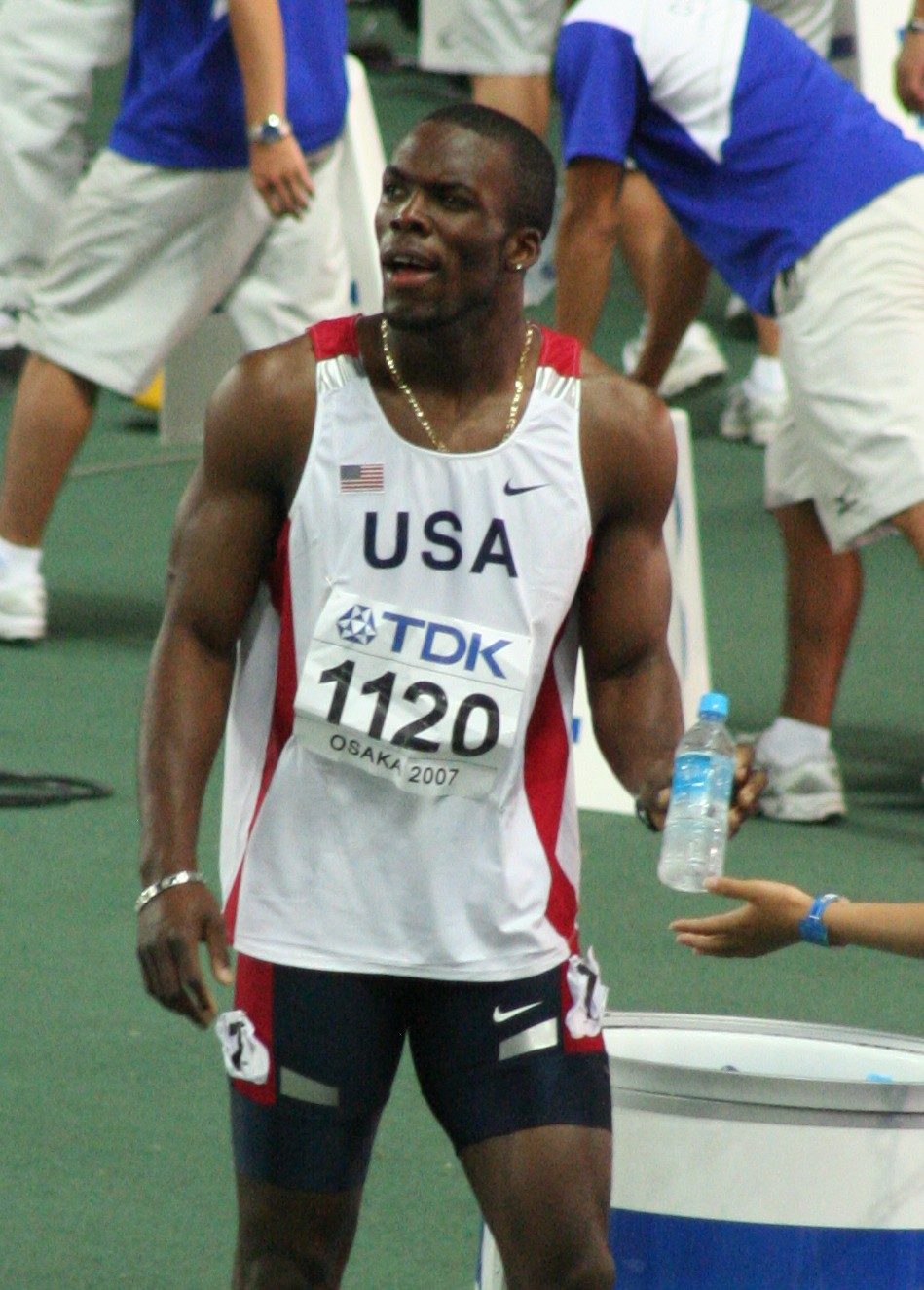
LaShawn Merritt

Le 29 janvier 2008, Wariner annonce la fin de sa collaboration avec Clyde Hart, son entraîneur depuis cinq ans, quinze jours seulement avant son retour à la compétition prévu pour le 16 février au Grand Prix de Sydney sur 200 m. Cette séparation serait due à un désaccord financier survenue lors de la renégociation de leur contrat. Le lendemain, on apprend que Wariner s'entraînera dorénavant avec Michael Ford, entraîneur à Baylor. Il déclare dans la foulée qu'il est convaincu de conserver son titre olympique sur 400 m à Pékin lors des prochains Jeux olympiques et de battre le record du monde de son mentor Michael Johnson cette année : « Mon objectif est de venir à Pékin cet été et de gagner. C'est mon premier vœu, le deuxième est de battre le record du monde du [400 m] aux Jeux ».
Le 16 février, lors de sa première compétition de l'année, Wariner est battu par l'Australien Daniel Batman lors du Grand Prix de Sydney. Il termine en effet deuxième en 20 s 93, contre 20 s 81 à Batman. Cinq jours plus tard, à Melbourne, le Texan s'aligne pour la première fois de la saison sur sa distance fétiche, le 400 m et signe un temps encourageant de 44 s 82, soit la meilleure performance mondiale de l'année. Fin mars, il améliore son meilleur temps de l'année sur 200 m avec 20 s 37 lors de la UTA Invitational à Arlington. Début avril, Wariner prend part au relais 4 × 400 m des Texas Relays à Austin avec ses camarades Reggie Witherspoon, Sanjay Ayre et Darold Williamson. L'équipe des Waco All-Stars signe un temps de 3 min 00 s 65, qui comprend un dernier relais en 43 s 4 par le Texan. Quinze jours plus tard, l'Américain s'aligne à la Michael Johnson Invitational à Waco et signe un temps de 44 s 56 malgré une douleur dans la jambe : « À la sortie des blocks, j'ai ressenti quelques raideurs dans une cuisse qui me taquine depuis les Texas Relays, il y a deux semaines ». Il enchaîne, le 16 avril, en participant aux Penn Relays, où il établit en compagnie de Darold Williamson, LaShawn Merritt et Wallace Spearmon la meilleure performance mondiale de l'année sur 4 × 400 m en 2 min 59 s 71 (relais lancé en 43 s 8). Renonçant à participer au 200 m de Doha le 9 mai, après s'être blessé pendant l'échauffement le Texan, rassuré par l'amélioration de son état physique, s'aligne une semaine plus tard sur le 400 m de l’Adidas Track Classic. Il remporte la course en 44 s 42, améliorant son meilleur temps de la saison. Pour sa rentrée européenne, à Berlin, le 1er juin, Wariner perd pour quatre centièmes face à LaShawn Merritt qui remporte la réunion allemande en 44 s 03,. Ce dernier met un terme à la série de neuf victoires consécutives de Jeremy Wariner depuis son abandon à Sheffield, le 15 juillet 2007. Wariner qui concourt pour le gain majeur de la Golden League doit donc renoncer à cet objectif. Quelques jours plus tard, au meeting d'Oslo, il reprend la meilleure performance mondiale de l'année à Merritt et passe sous les 44 secondes, pour la première fois de la saison (43 s 98). Quelques jours plus tard, il s'essaie pour la première fois sur 300 m au meeting d'Ostrava et remporte facilement la course, établissant la onzième performance de tous les temps en 31 s 72.
Lors des sélections olympiques, qui ont lieu à Eugene fin juin, Wariner entame un nouveau duel avec LaShawn Merritt. Dominant son compatriote en demi-finale (44 s 66 contre 44 s 76), le Texan se fait à nouveau battre par Merritt en finale, le 3 juillet, de deux dixièmes (44 s 00 contre 44 s 20). L'opposition entre les deux hommes se poursuit en Europe lors des deux meetings de la Golden League programmés avant les Jeux. Pour le premier, le 11 juillet à Rome, Wariner prend l'avantage sur Merritt pour un centième seulement. Une semaine plus tard, il récidive en s'imposant à Paris Saint-Denis face à Merritt, signant le meilleur temps de la saison (43 s 86) et en repoussant son compatriote à près d'une demi seconde (44 s 35). Cette victoire semble confirmer son retour au premier plan. Quatre jours plus tard l'Américain s'aligne au DN Galan de Stockholm, où il écrase la concurrence au bout de 150 mètres, avant de contrôler le restant de la course, se permettant même de couper totalement son effort à 50 m de l'arrivée pour couper la ligne presque arrêté.

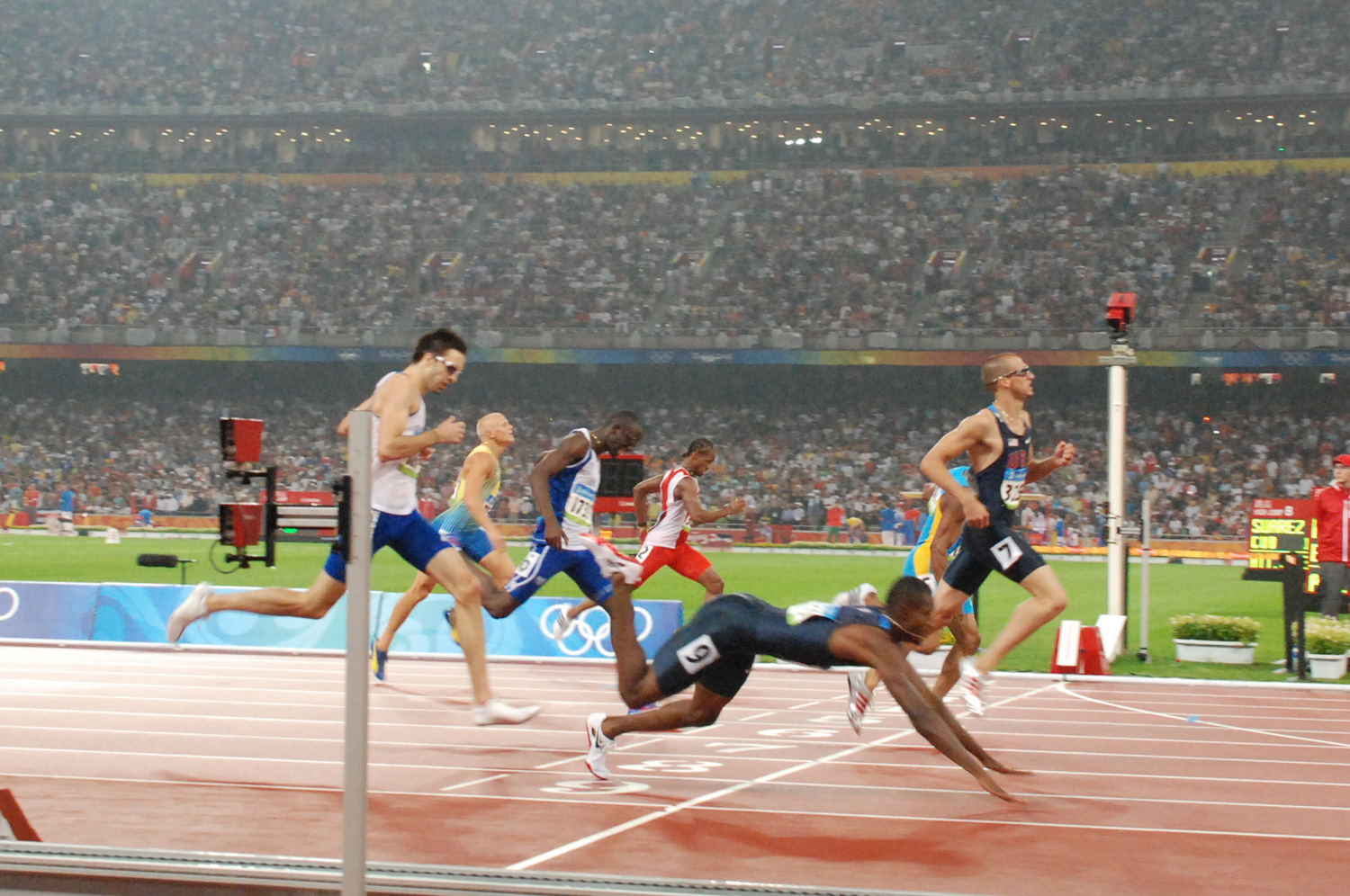
Jeremy Wariner à l'arrivée du 400 m des Jeux de Pékin, le 21 août 2008. LaShawn Merritt est déjà passé. Il prend la 2e place à 99/100 du vainqueur. Au premier plan, David Neville plonge pour le triplé américain

Arrivant à Pékin avec la meilleure performance de l'année, établie à Paris, quelques semaines plus tôt, Wariner passe le premier tour sans encombre et signe, dès le deuxième tour, un temps de référence intéressant, bien qu'ayant relâché vers la fin (44 s 15). Pourtant, lors de la finale, Wariner n'arrive pas à se détacher significativement à l'entrée de la dernière ligne droite comme il a l'habitude de le faire. Voyant qu'il ne peut contrer l'attaque de LaShawn Merritt, il coupe son effort et manque de perdre la deuxième place au profit de David Neville. Merritt dépossède donc le Texan de son titre olympique et le dépasse au bilan mondial en courant 43 s 75. Wariner (44 s 74) et Neville (44 s 80) sont relégués à près d'une seconde. Quelques jours après cette défaite en individuel, Wariner remporte une troisième médaille d'or olympique avec le relais 4 × 400 m après les deux obtenues à Athènes, quatre ans plus tôt. Lui et ses compatriotes, Angelo Taylor, LaShawn Merritt et David Neville établissent un nouveau record olympique en 2 min 55 39, servi par un dernier relais en 43 s 18 par le Texan.
Voulant faire taire ses détracteurs, Wariner s'aligne à nouveau face au nouveau champion olympique en titre dès le 29 août à Zurich. Il crée l'un des événements de la soirée en battant Merritt de près de six dixièmes (43 s 82 contre 44 s 43). Avec cette performance, Wariner se rapproche à seulement sept centièmes de la meilleure performance mondiale de l'année détenue par Merritt. Quelques jours plus tard, sans réelle concurrence, il remporte le dernier meeting de la Golden League à Bruxelles en 44 s 44. Pour sa dernière course de la saison, lors de la Finale mondiale, qui se tient à Stuttgart, il se trouve à nouveau opposé à LaShawn Merritt. Les deux hommes sont à égalité trois victoires chacun cette saison avec un avantage pour Merritt puisqu'il a remporté les deux principaux rendez-vous que sont les sélections américaines et les Jeux olympiques. Comme à Berlin et à Rome, la victoire se joue dans les derniers mètres et Merritt prend cette fois l'avantage en battant Wariner d'un centième (44 s 50 contre 44 s 51). Ces quatre défaites face à Merritt, le font rétrograder à la deuxième place du classement du magazine Track & Field News.

### Reconquête (2009)

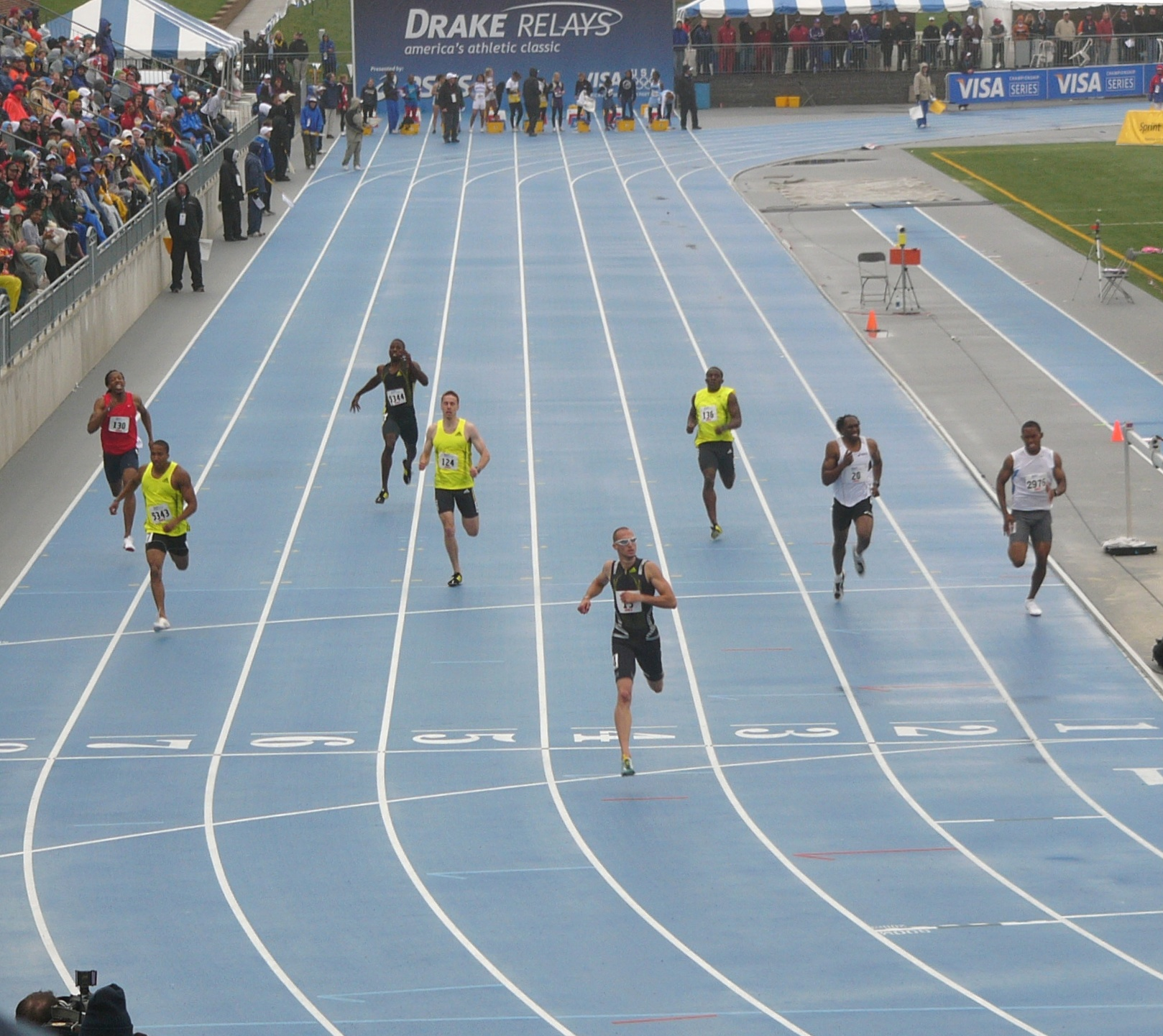
Jeremy Wariner vainqueur du 400 m des Drake Relays 2009

Contrairement à 2008, où il avait commencé sa saison dès février, Wariner repousse sa rentrée au 21 mars à la Dr Pepper Invitational, réunion organisée par son nouvel entraîneur Mike Ford. Ayant pris conscience que Merritt avait une meilleure vitesse que lui sur 200 m, Wariner calque sa préparation en vue des Championnats du monde de Berlin sur celle qui avait fait sa réussite en 2007. Il décide donc de courir plusieurs 200 m et de s'aligner notamment sur cette distance aux Championnats des États-Unis, qui se déroulent à Eugene fin juin.
Pour sa rentrée, il réalise un temps de 20 s 77 à Waco lors de la Dr Pepper Invitational, augurant une assez bonne forme. Courant encore un 200 m une semaine plus tard à Arlington, il est sensiblement dans les mêmes temps (20 s 85). Le 18 avril pour la Michael Johnson Invitational à Waco, il décide, contrairement aux années précédentes, de courir sur 200 m, distance sur laquelle il est dominé par le jeune Trey Harts (athlète de l'Université Baylor) qui bat le record de la piste détenue depuis 1987 par Johnson (20 s 29 contre 20 s 41 à son ainé). Wariner termine deuxième 20 s 56. Au cours de la même réunion, il s'aligne sur les relais 4 × 100 m et 4 × 440 yd.
Poursuivant sur sa lancée, le Texan dispute son premier 400 m de la saison lors des Drake Relays, le 25 avril. Malgré des conditions météorologiques difficiles, il boucle son premier tour de piste de la saison en 45 s 06, deuxième performance mondiale de l'année. Quinze jours plus tard, il court un deuxième 400 m dans le stade d'Osaka, qui l'avait couronné champion du monde en 2007. Améliorant sa meilleure marque en relâchant dans les derniers mètres, Wariner s'impose en 44 s 69, son premier 400 m en moins de 45 secondes de la saison. Néanmoins, ce temps ne lui permet pas de prendre la tête des bilans, dominé par LaShawn Merritt (44 s 50 lors de la réunion de Baie-Mahault début mai).
Le 16 mai, Wariner participe au meeting de son équipementier Adidas à Carson. Il court le 400 m en 44 s 66, déclarant avoir mieux couru ici que lors de la réunion japonaise : « J'étais bien la semaine dernière à Osaka, j'ai fait la même chose ici mais en mieux ». Avant d'ajouter : « Je dois encore travailler ma fin de course. Après ma déception de l'an passé, je suis concentré comme jamais, encore plus impliqué dans mes courses ». Lors de ce meeting, Wariner a révélé travailler de nouveau avec Clyde Hart : « Coach [Clyde] Hart est de nouveau mon entraîneur. J'y pensais depuis un certain temps et je me suis dit que c'était la bonne chose à faire. Coach [Michael] Ford était un excellent entraîneur mais c'est l'expérience qui a compté, c'est ce qui m'a fait revenir vers coach Hart. Je veux redevenir aussi fort mentalement que je l'étais auparavant. La saison 2008 est derrière moi, c'est du passé. Je vais m'en servir comme d'un facteur de motivation pour devenir meilleur. Je me suis reconcentré, je suis plus impliqué dans mes courses en termes de concentration ».
Le 21 août à Berlin, il doit céder son titre de champion du monde à LaShawn Merritt, auteur de la meilleure performance mondiale de l'année en 44 s 06.

### Années troubles (2010 - 2012)
Le 16 juillet 2010, il remporte le 400 mètres au Stade de France à l'occasion du meeting Areva. Il réalise du même coup la meilleure performance mondiale de l'année en 44 s 49.
Le 4 septembre 2010, il s'améliore en remportant la coupe continentale 2010 en 44 s 22, record de la Coupe du monde, devant Ricardo Chambers et Michael Bingham.
Il termine 2e du Prefontaine Classic d'Eugene en 45 s 43, meeting comptant pour la Ligue de diamant 2011. Fin juin, il se qualifie sur 400 mètres lors des Championnats des États-Unis, à Eugene pour les Championnats du monde de Daegu. Devancé par un jeune étudiant floridien, Tony McQuay, il finit 2e en 44 s 97 devant Greg Nixon. Au mois d'août, il se déchire un ligament d'un orteil du pied gauche lors d'un entraînement et se voit prescrire un repos de deux mois. En conséquence, il déclare forfait pour les mondiaux de Daegu.
Le 9 juin 2012, à l'occasion du meeting Adidas Grand Prix de New York, 6e étape de la ligue de diamant 2012, il finit 2e du 400 mètres en 45 s 30, derrière le jeune athlète dominicain Luguelín Santos (45 s 24),. Le 24 juin, il termine 6e des sélections olympiques américaines en 45 s 24 et n'est donc, en conséquence, pas qualifié pour les Jeux olympiques de Londres en individuel mais seulement en relais où il déclare finalement forfait peu avant les Jeux.

### Retraite sportive (2017)
38e du Championnats des États-Unis 2013, on ne revoit Jeremy Wariner sur la scène internationale qu'en avril 2015 lors des Relais mondiaux de l'IAAF où ses coéquipiers et lui remportent le relais 4 x 400 m. Mais ses blessures des années précédentes restent imprégnées en lui et il ne signe que 45 s 42, puis 45 s 51 en 2016.
Le 2 août 2017, il déclare officiellement mettre un terme à sa carrière sportive à 33 ans à la suite de ses blessures et une lassitude de tenter de revenir à son meilleur niveau.

## Style de course

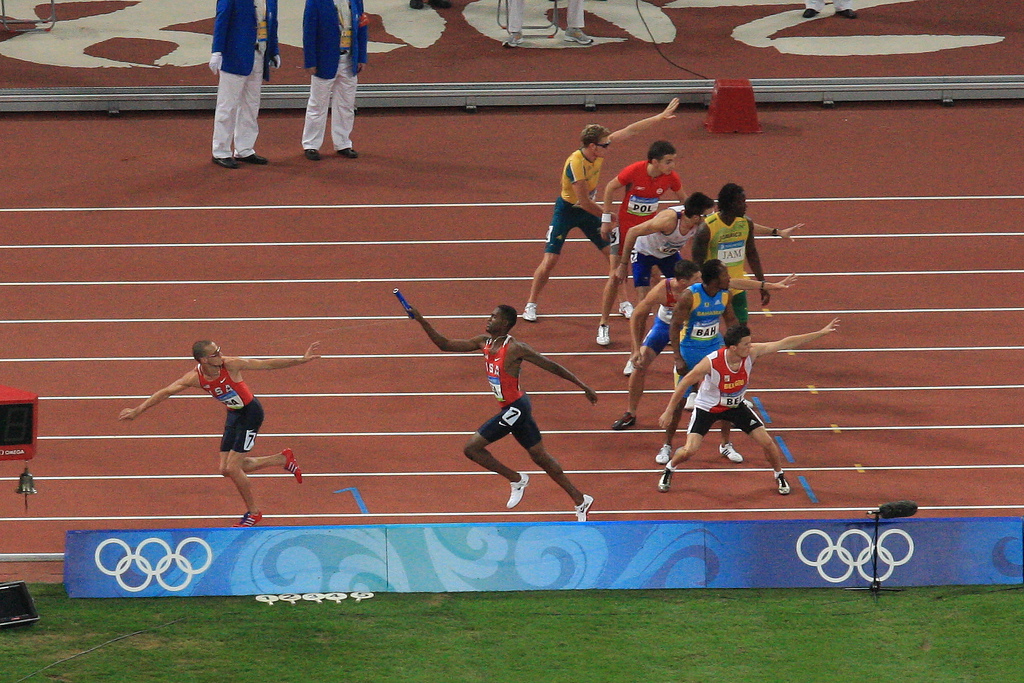
Jeremy Wariner attendant le témoin de son coéquipier lors de l'épreuve du relais 4 × 400 m des Jeux olympiques de Pékin.

Jeremy Wariner a développé très tôt dans sa carrière une foulée particulièrement ample pour compenser son manque de puissance. En effet, le Texan n'a pas le physique de son mentor Michael Johnson, ni celui de LaShawn Merritt. Pour compenser cela, il court à la manière d'un coureur de demi-fond, restant toujours haut sur ses appuis, même après 350 m. Jean-Claude Perrin, ancien entraîneur français d'athlétisme, analysait la course de Wariner lors des derniers Championnats du monde : « Son secret, je crois, est qu'il est un coureur de 500-600 m. Il est d'une endurance à la vitesse phénoménale. Il ne semble pas fatigué à l'arrivée. Il a une grande maîtrise physique. Il donne l'impression d'être impénétrable mais c'est une façon de dominer sa souffrance, sa fatigue et sa peur car il est comme tout le monde : il a un cœur, deux poumons, et ça fonctionne ». Néanmoins, Wariner considère que le demi-fond (600-800 m) ne lui conviendrait pas.
Quand il arrive entre les mains de Clyde Hart en 2003, ce dernier le façonne pour en faire l'égal, voire mieux, de Michael Johnson. Hart avait alors décelé chez lui des capacités « qu'il ne pensait trouver que chez Johnson ». C'est d'ailleurs ce qui le poussa à poursuivre sa carrière d'entraîneur. Ce dernier déclare d'ailleurs à la suite du deuxième titre mondial de son poulain, en 2007 à Osaka : « Jeremy aime courir, il aime s'entraîner. Je pensais que Michael serait le seul homme à posséder toutes ces qualités. Mais Jeremy les a aussi. Il suffit ensuite de savoir comment utiliser ce potentiel ».
Plus récemment, le Texan a commencé à courir sur 200 m afin de travailler sa vitesse de base pour le 400 m. Néanmoins, il a repoussé à plus tard l'idée de courir ces deux épreuves en grands championnats. Pour que cette possibilité soit envisageable, il faudrait, selon lui, qu'il « se concentre plus sur le 200 m et que les horaires puissent permettre un tel doublé ».

## Revenus et activités en dehors des pistes

### Revenus, contrats et primes
Depuis ses premiers pas dans le sport amateur à son entrée au lycée Lamar, Wariner est conseillé par le cabinet d'avocats Cooper & Scully où travaille sa mère en tant que juriste. En passant professionnel en 2005, le Texan est devenu l'objet de multiples attentions de la part de marques. Toutes les demandes sont, dès lors, étudiées par le cabinet de Dallas. Ainsi le premier véritable contrat que signe Wariner est celui qui le lie jusqu'à fin 2009 à Adidas. L'Américain s'est également entouré d'un comptable, d'un conseiller financier et a souscrit une assurance d'invalidité par le biais de la banque Lloyd's située à Londres. Ses parents restent tout de même vigilants quant aux dépenses de leur fils.
Après la saison 2007, pendant laquelle il a remporté son deuxième titre mondial sur 400 m, on estime qu'il a empoché environ un million de dollar provenant à la fois des primes de courses et de ses divers contrats. En ce qui concerne les récompenses touchées lors des meetings, Wariner a remporté 249 999 dollars à l'issue de la Golden League 2006 au cours de laquelle il a gagné les six rendez-vous : il a ainsi dû partager la somme de un million de dollars avec Asafa Powell, Sanya Richards, Kenenisa Bekele, Tirunesh Dibaba et Irving Saladino. Le Texan a aussi gagné deux diamants d'une valeur de 10 000 dollars chacun en battant deux années de suite le record du stade olympique de Stockholm sur 400 m.
L'élévation de son niveau de vie a d'ailleurs été à l'origine de sa séparation d'avec Clyde Hart. En effet, Wariner et lui signent un contrat annuel à chaque début de saison. À cette époque, Hart reçoit encore 10 % des revenus de Wariner. Pourtant, début 2008, le Texan décide de revoir à 5 % de ses revenus, les émoluments de son entraîneur, et c'est cette baisse qui a provoqué la rupture entre les deux hommes. Un an plus tard après avoir vu le titre olympique lui échapper au profit de son rival LaShawn Merritt, Wariner a demandé à Hart de l'entraîner à nouveau et ce dans les mêmes conditions qu'avant leur différend financier.

### Entraîneur bénévole à Baylor
Bien que n'étant plus élève à l'Université Baylor, Wariner n'en reste pas moins lié à cette école. En 2004, il signe un contrat avec l'université et devient entraîneur volontaire, dispensant des conseils aux athlètes de l'université.

### Surnoms
À l’époque où Wariner commence à courir, il reçoit son premier surnom « Pookie » de la part de Reggie Harrell (en), joueur de football américain lui aussi au lycée Lamar et ancien coureur de haies, faisant ainsi référence au nom donné traditionnellement par les enfants afro-américains à leur peluche, car selon Harrell, Wariner, ne pourra jamais rivaliser avec un sprinteur noir. Le sobriquet est resté si bien qu'aujourd'hui, son équipementier Adidas l'a inscrit sur ses pointes. Il prend également l'habitude de porter des lunettes de soleil, afin selon ses propres propos, de rester concentré sur lui-même et sur sa course.

## Palmarès

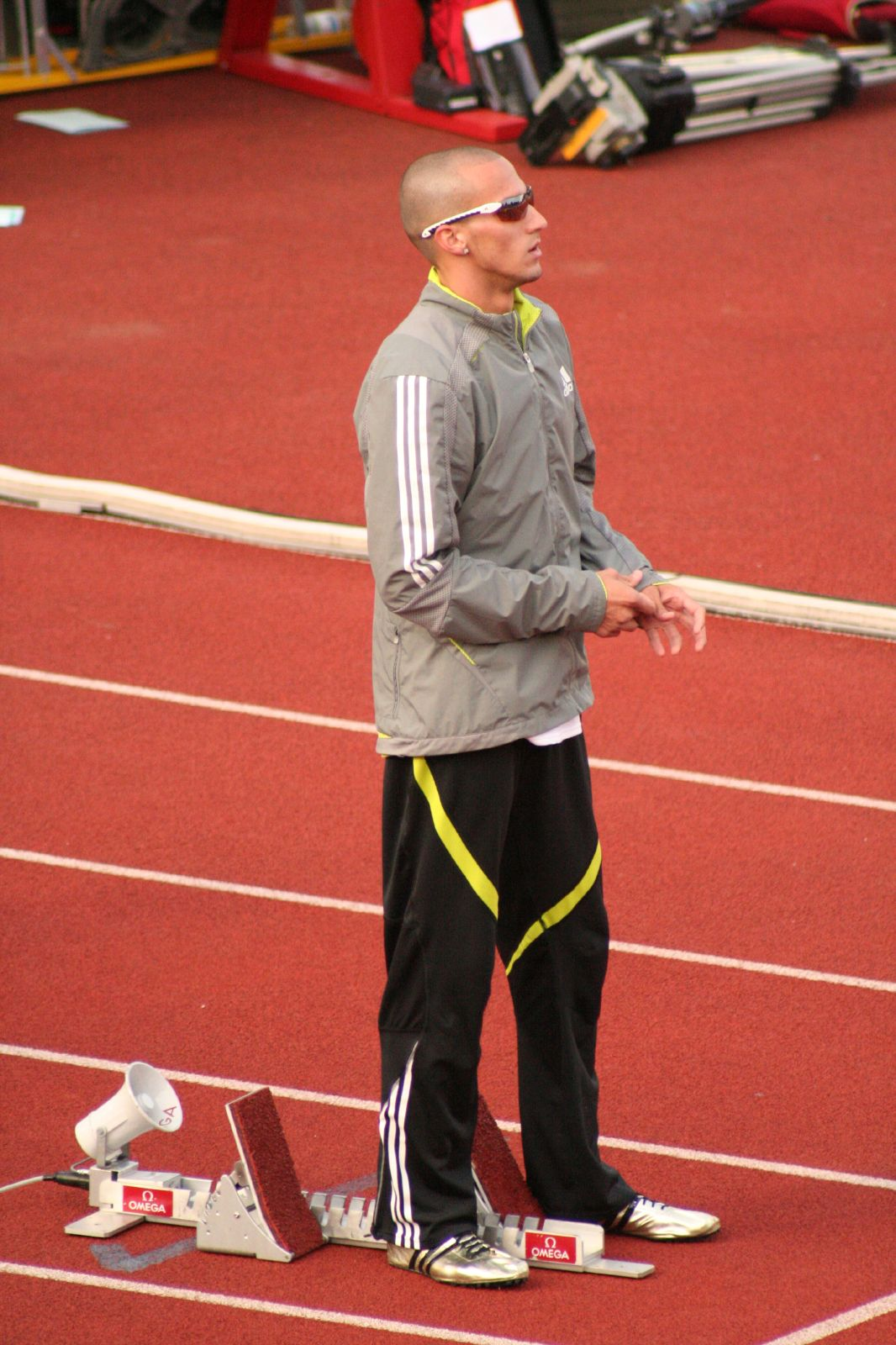
Au meeting de Crystal Palace 2007

| Date | Compétition                        | Lieu             | Résultat | Épreuve   | Temps         |
| ---- | ---------------------------------- | ---------------- | -------- | --------- | ------------- |
| 2003 | Championnats panaméricains juniors | Bridgetown       | 2e       | 400 m     | 45 s 63       |
| 2003 | Championnats panaméricains juniors | Bridgetown       | 1er      | 4 x 400 m | 3 min 02 s 88 |
| 2004 | Jeux olympiques                    | Athènes          | 1er      | 400 m     | 44 s 00       |
| 2004 | Jeux olympiques                    | Athènes          | 1er      | 4 x 400 m | 2 min 55 s 91 |
| 2005 | Championnats du monde              | Helsinki         | 1er      | 400 m     | 43 s 93       |
| 2005 | Championnats du monde              | Helsinki         | 1er      | 4 x 400 m | 2 min 56 s 91 |
| 2006 | Finale mondiale                    | Stuttgart        | 1er      | 400 m     | 44 s 02       |
| 2007 | Championnats du monde              | Osaka            | 1er      | 400 m     | 43 s 45       |
| 2007 | Championnats du monde              | Osaka            | 1er      | 4 x 400 m | 2 min 55 s 56 |
| 2008 | Jeux olympiques                    | Pékin            | 2e       | 400 m     | 44 s 74       |
| 2008 | Jeux olympiques                    | Pékin            | 1er      | 4 x 400 m | 2 min 55 s 39 |
| 2008 | Finale mondiale                    | Stuttgart        | 2e       | 400 m     | 44 s 51       |
| 2009 | Championnats du monde              | Berlin           | 2e       | 400 m     | 44 s 60       |
| 2009 | Championnats du monde              | Berlin           | 1er      | 4 x 400 m | 2 min 57 s 86 |
| 2010 | Coupe continentale                 | Split            | 1er      | 400 m     | 44 s 22       |
| 2010 | Ligue de diamant                   | Ligue de diamant | 1er      | 400 m     | détails       |
| 2015 | Relais mondiaux de l'IAAF          | Nassau           | 1er      | 4 × 400 m | 2 min 58 s 43 |

### Sélections olympiques et Championnats des États-Unis
Lors des éditions 2004 et 2008, les trois premiers de la finale étaient qualifiés pour les Jeux olympiques. En finissant, respectivement, premier et deuxième, Wariner était donc sélectionné. En ce qui concerne les Championnats du monde, Wariner ne s'est qualifié qu'une seule fois sur 400 m en 2005. En effet, ayant remporté le titre sur 400 m à chacune de ses participations (2005 et 2007), il n'a pas à se qualifier de nouveau, suivant ainsi une règle édictée par l'IAAF en 1997, à la suite de la non-qualification de Michael Johnson pour les Championnats du monde 1997 des suites d'une blessure.
| Épreuve / Édition | Junior         | Junior         |                 | Senior      | Senior            | Senior            | Senior         | Senior      | Senior |
| Épreuve / Édition | Palo Alto 2002 | Palo Alto 2003 | Sacramento 2004 | Carson 2005 | Indianapolis 2006 | Indianapolis 2007 | Eugene 2008    | Eugene 2009 |        |
| 200 mètres        | -              | -              | -               | -           | 5e 20 s 24 (0,3)  | 4e 20 s 35 (-0,3) | -              |             |        |
| 400 mètres        | 4e 46 s 10     | Argent 46 s 41 | Or 44 s 37      | Or 44 s 20  | -                 | -                 | Argent 44 s 20 | -           |        |

### Résultats universitaires
- Championnats NCAA (Championnats universitaires américains)

| Épreuve / Édition | En salle          | En salle          |                   | En plein air | En plein air | En plein air | En plein air | En plein air | En plein air |
| Épreuve / Édition | Fayetteville 2003 | Fayetteville 2004 | Austin 2004       |              |              |              |              |              |              |
| 400 mètres        | 7e 46 s 21        | Or 45 s 39        | Or 44 s 71        |              |              |              |              |              |              |
| 4 × 400 mètres    | -                 | Or 3 min 03 s 96* | Or 3 min 01 s 03* |              |              |              |              |              |              |

- Championnats de la Big 12 Conference

| Épreuve / Édition | En salle       | En salle          |                | En plein air         | En plein air | En plein air | En plein air | En plein air | En plein air |
| Épreuve / Édition | Lincoln 2003   | Lincoln 2004      | Austin 2003    | Norman 2004          |              |              |              |              |              |
| 400 mètres        | Argent 46 s 33 | Or 45 s 78        | Bronze 46 s 59 | Disqualifié 44 s 29, |              |              |              |              |              |
| 4 × 100 mètres    | -              | -                 | -              | Argent 39 s 86*      |              |              |              |              |              |
| 4 × 400 mètres    | -              | Or 3 min 05 s 98* | -              | Or 3 min 06 s 38*    |              |              |              |              |              |

* : avec l'Université Baylor

### Récompenses
- Récipiendaire du Jesse Owens Award en 2006
- Classement par le magazine Track & Field News et rang mondial sur 400 m

| Épreuve / Année    | 2004 | 2005 | 2006 | 2007 | 2008 | 2009 |
| Classement mondial | 1er  | 1er  | 1er  | 1er  | 2e   |      |
| Rang mondial       | 1er  | 1er  | 1er  | 1er  | 2e   |      |

## Statistiques

### Records personnels
(au 23 août 2008)
| Discipline                         | Perf.         | Lieu                               | Date            |
| 200 m en plein air                 | 20 s 19 (1,2) | Carson, Californie, États-Unis     | 31 mai 2006     |
| 300 m en plein air                 | 31 s 72       | Ostrava, République tchèque        | 12 juin 2008    |
| 400 m en plein air                 | 43 s 45       | Osaka, Japon                       | 31 août 2007    |
| 400 m en salle                     | 45 s 39       | Fayetteville, Arkansas, États-Unis | 12 mars 2004    |
| Relais 4 × 400 mètres en plein air | 2 min 55 s 39 | Pékin, Chine                       | 23 août 2008    |
| Relais 400 m en salle              | 3 min 01 s 96 | Fayetteville, Arkansas États-Unis  | 11 février 2006 |

### Progression de son record personnel sur 400 mètres
La progression du record personnel de Jeremy Wariner a été établie à partir des temps donnés par l'IAAF et la fédération d'athlétisme américaine (USA Track & Field).

### Meilleurs 400 mètres
Les performances ont été classées de la plus haute à la plus basse.

### Sources
- USA Track & Field
- Association internationale des fédérations d'athlétisme (IAAF)
- L'Équipe (résultats et temps)